# Evropská silnice E95
Evropská silnice E95 je páteřní severojižní evropská silnice, mezinárodní trasa vedoucí východní Evropou přibližně podél 30. poledníku východní délky, konkrétně z Petrohradu přes Kyjev do Oděsy. Krátkým odděleným úsekem vede ještě Tureckem, kde slouží jako spojka dvou západovýchodních páteřních evropských silnic (E70 a E80). Celkem je dlouhá 2527 km.

## Trasa
Rusko
- Petrohrad (E18, E20, E105) – Pskov (E77) – Ostrov (E262) – Pustoška (E22) – Neveľ

 Bělorusko
- Jezjaryšča – Vitebsk – Orša (E30) – Mogilev – Gomel (E271) – Novaja Huta

 Ukrajina
- Novi Jarylovyči – Černigov – Kipti (E101) – Kyjev (E40, E373)
- Kyjev – Bila Cerkva – Umaň (E50) – Demydivka (E584) – Oděsa (E58, E87)

- přívoz Čornomorsk – Samsun

 Turecko
- Samsun (E70) – Merzifon (E80)

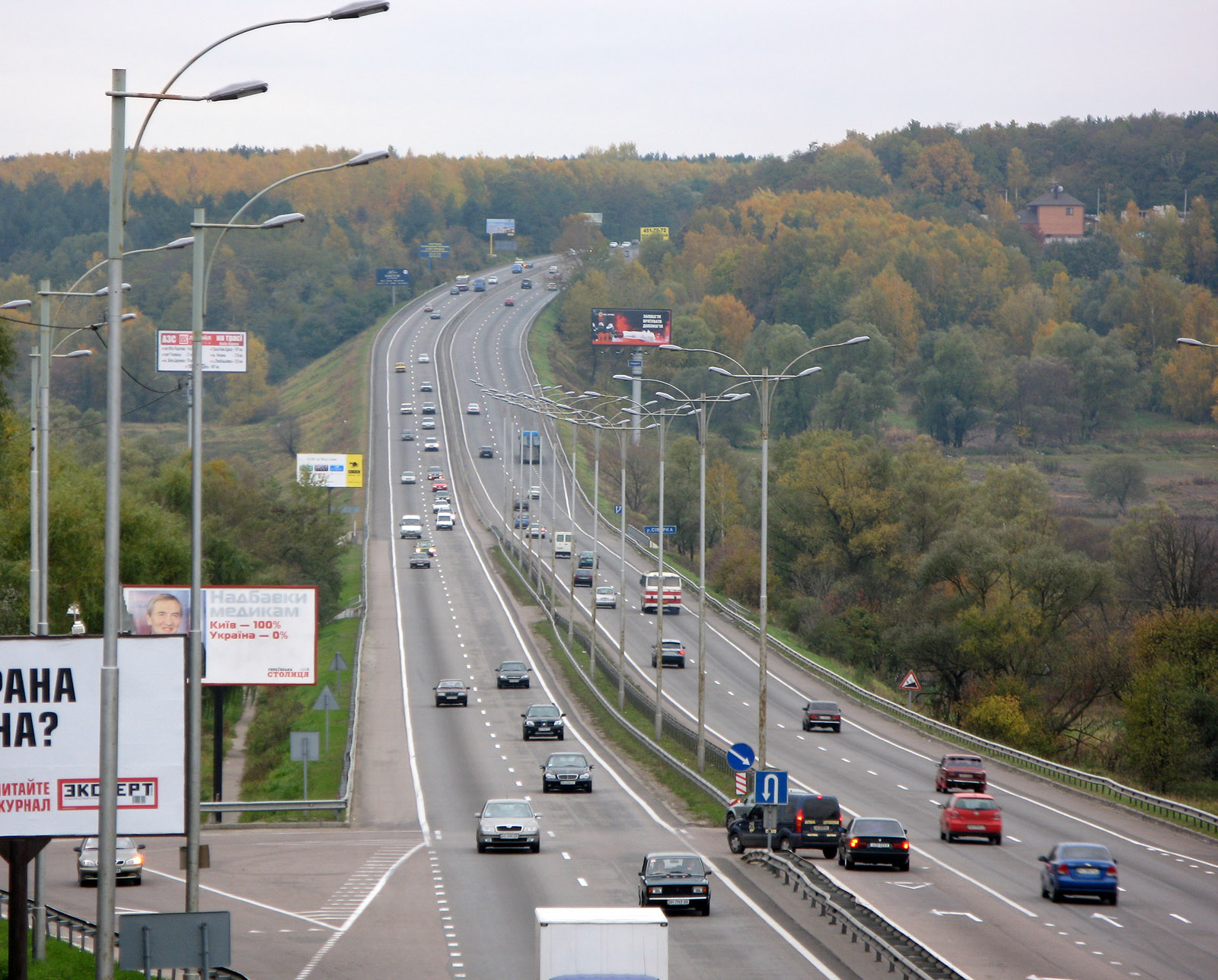
Silnice E95 u Kyjeva